# Lafayette County (Mississippi)
Das Lafayette County ist ein County im US-Bundesstaat Mississippi. Das U.S. Census Bureau hat bei der Volkszählung 2020 eine Einwohnerzahl von 55.813 ermittelt.
Der Verwaltungssitz (County Seat) ist Oxford, das nach der gleichnamigen Stadt in England benannt wurde.

## Geographie
Das County liegt im Norden von Mississippi, ist etwa 60 km von Tennessee entfernt und hat eine Fläche von 1759 Quadratkilometern, wovon 125 Quadratkilometer Wasserfläche sind. Es grenzt  an folgende Countys:
| Tate County      | Marshall County | Union County    |
| Panola County    |                 |                 |
| Yalobusha County | Calhoun County  | Pontotoc County |

## Geschichte

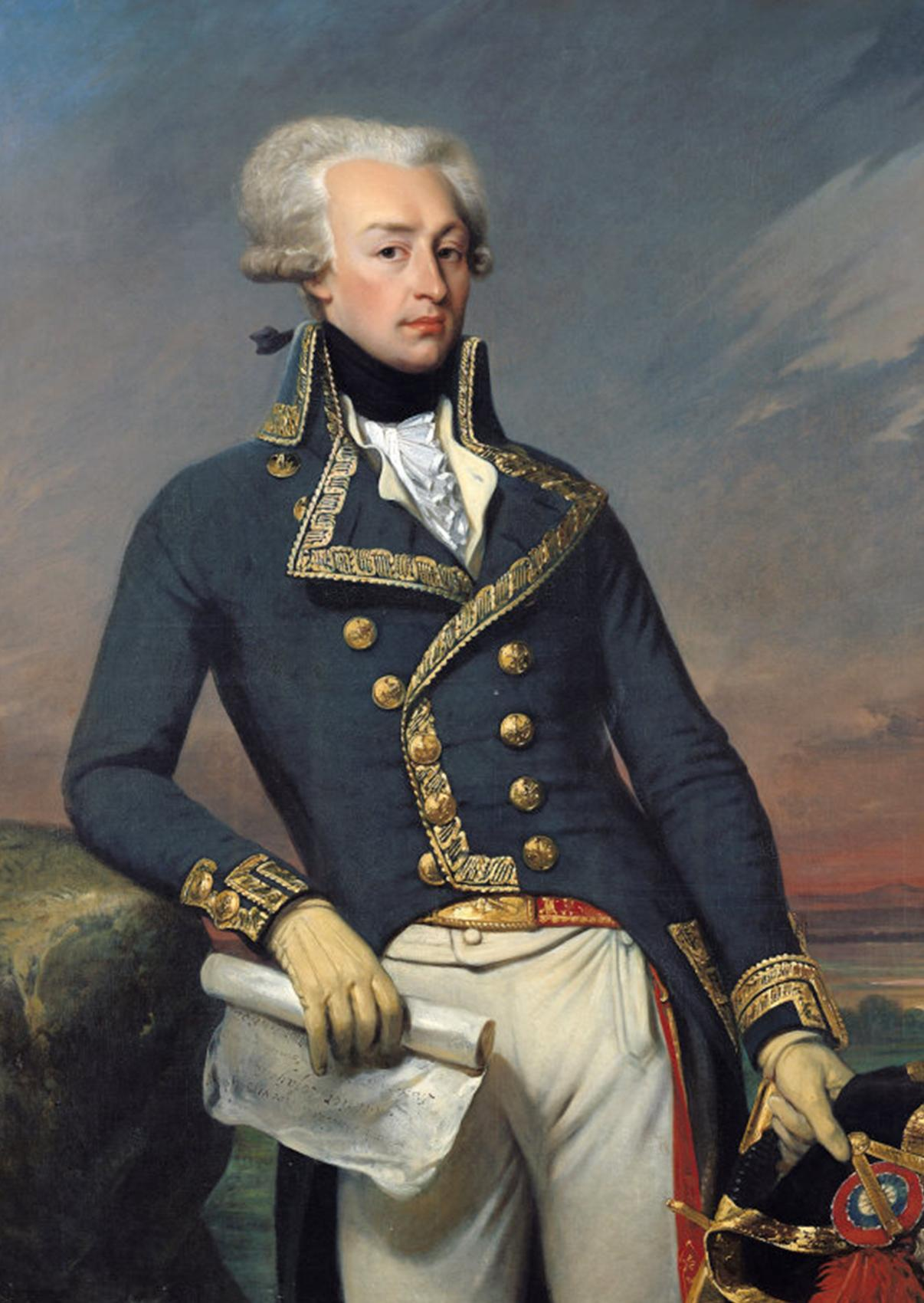
La Fayette

Das Lafayette County wurde am 9. Februar 1836 aus Land der Chickasaw gebildet. Benannt wurde es nach Marie-Joseph Motier, Marquis de La Fayette, einem französischen General und Politiker, der auf der Seite der Kolonisten am Amerikanischen Unabhängigkeitskrieg teilnahm und auch eine wichtige Rolle in der Französischen Revolution spielte.

## Demografische Daten

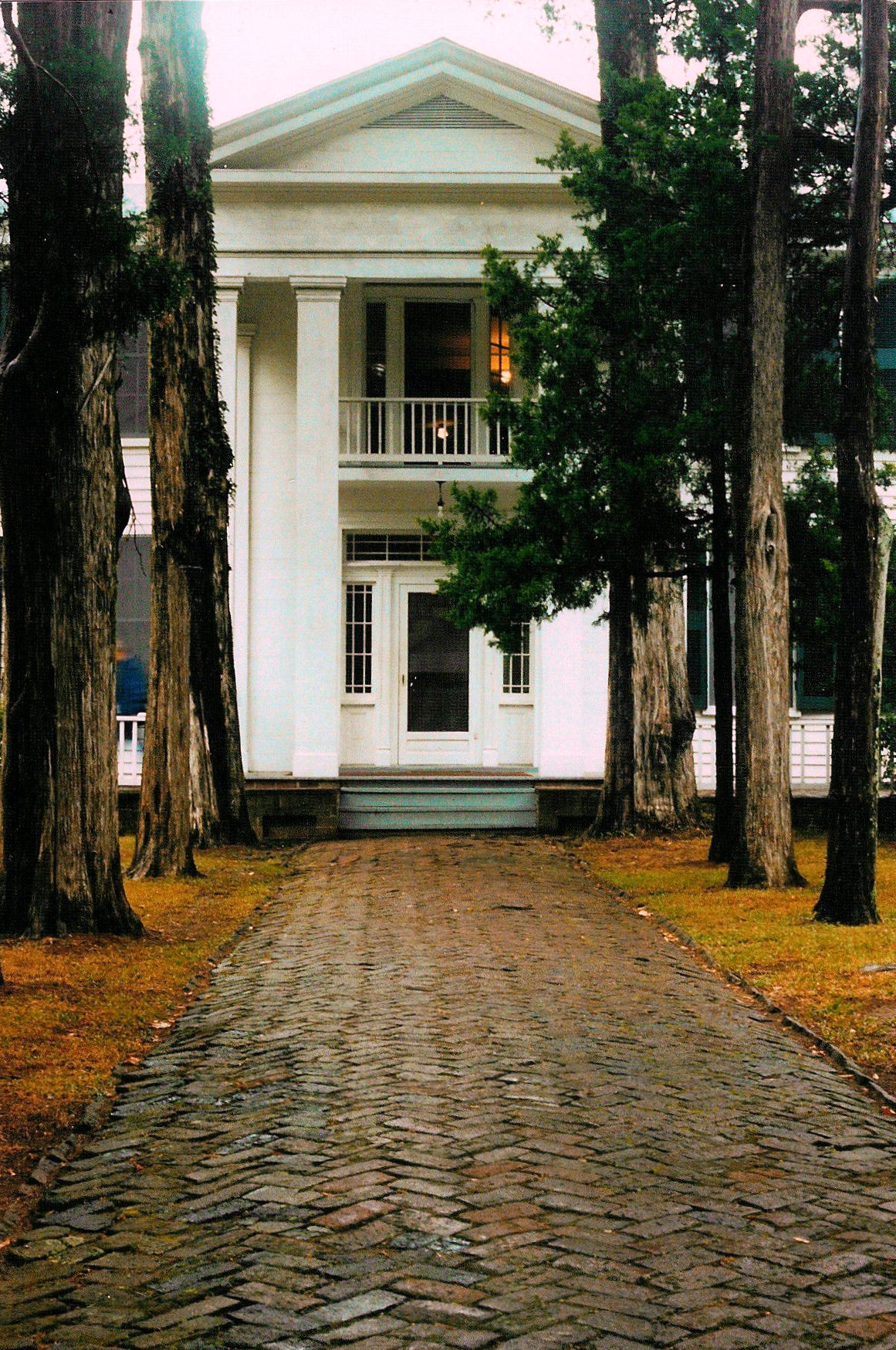
Rowan Oak, gelistet im NRHP

Nach der Volkszählung im Jahr 2000 lebten im Lafayette County 38.744 Menschen in 14.373 Haushalten und 8.321 Familien. Die Bevölkerungsdichte betrug 24 Personen pro Quadratkilometer. Ethnisch betrachtet setzte sich die Bevölkerung zusammen aus 71,85 Prozent Weißen, 25,05 Prozent Afroamerikanern, 0,16 Prozent amerikanischen Ureinwohnern, 1,67 Prozent Asiaten, 0,01 Prozent Bewohnern aus dem pazifischen Inselraum und 0,42 Prozent aus anderen ethnischen Gruppen; 0,84 Prozent stammten von zwei oder mehr Ethnien ab. 1,10 Prozent der Bevölkerung waren spanischer oder lateinamerikanischer Abstammung.
Von den 14.373 Haushalten hatten 26,9 Prozent Kinder unter 18 Jahren, die mit ihnen lebten. 43,2 Prozent waren verheiratete, zusammenlebende Paare, 11,4 Prozent waren allein erziehende Mütter und 42,1 Prozent waren keine Familien. 29,1 Prozent aller Haushalte waren Singlehaushalte und in 7,8 Prozent lebten Menschen im Alter von 65 Jahren oder darüber. Die durchschnittliche Haushaltsgröße betrug 2,36 und die durchschnittliche Familiengröße betrug 2,97 Personen.
19,5 Prozent der Bevölkerung war unter 18 Jahre alt, 27,1 Prozent zwischen 18 und 24, 26,3 Prozent zwischen 25 und 44, 17,1 Prozent zwischen 45 und 64 Jahre alt und 9,8 Prozent waren 65 Jahre oder älter. Das Durchschnittsalter betrug 27 Jahre. Auf 100 weibliche Personen kamen 96,7 männliche Personen und auf 100 Frauen im Alter von 18 Jahren oder darüber kamen 94,6 Männer.

Das durchschnittliche Einkommen eines Haushaltes betrug 28.517 USD, das einer Familie 42.910 USD. Männer hatten ein durchschnittliches Einkommen von 30.964 USD, Frauen 21.207 USD. Das Prokopfeinkommen lag bei 16.406 USD. Etwa 10,2 Prozent der Familien und 21,3 Prozent der Bevölkerung lebten unterhalb der Armutsgrenze.

## Städte und Gemeinden
| - Abbeville - Denmark - Harmontown - Oxford | - Paris - Taylor - Tula - Yocona |